# Alexander Petrowitsch Norden
Alexander Petrowitsch Norden, russisch Александр Петрович Норден (* 24. Juli 1904 in Saratow; † 1993) war ein russischer Mathematiker, der sich mit Geometrie beschäftigte.

## Leben
Norden zählte den „Mohr“ Peters des Großen Abraham Petrowitsch Hannibal zu seinen Vorfahren (dessen Tochter den schwedischen Baron August Nordén heiratete). Da er aus einer Familie mit großem Landbesitz in Saratow stammte, musste er erst Fabrikarbeit leisten, bevor er studieren konnte. Er promovierte 1937  bei Weniamin Kagan und war danach Dozent an der Universität Moskau. 1945 wurde er nach dessen Tod Nachfolger von Pjotr Alexejewitsch Schirokow (1895–1944) als Professor für Geometrie in Kasan, wo er eine einflussreiche russische Schule der Geometrie bildete.
Norden wandte Tensormethoden in der projektiven und konformen Differentialgeometrie an. Er verfasste mehrere Lehrbücher und erforschte auch das Leben von Nikolai Lobatschewski.
1992 erhielt er die Lobatschewski-Medaille für seine Entwicklung der nach ihm benannten Normalisierungsmethode der Theorie der Flächen in projektiven Räumen und deren Anwendung auf nichteuklidische Geometrien sowie für die Popularisierung der Ideen Lobatschewskis.

## Schriften
- Elementare Einführung in die Lobatschewskische Geometrie (= Hochschulbücher für Mathematik. Bd. 35). Deutscher Verlag der Wissenschaften, Berlin 1958.
- Räume mit affinem Zusammenhang. 2. Auflage. Nauka 1976 (russisch).